# Giovanni Arduino
Giovanni Arduino (Caprino Veronese, 16 d'octubre de 1714 - Venècia, 21 de març de 1795) era un geòleg italià conegut com el pare de la geologia italiana. Arduino va desenvolupar possiblement la primera classificació de temps geològic, basat en l'estudi de la geologia del nord de la península itàlica. El 1735, va dividir la història de la terra en quatre períodes: Primari, secundari, terciari i volcànic, o quaternari. La seva idea era que cadascun d'aquests períodes estava delimitat per fenòmens naturals com catàstrofes, inundacions, inundacions, glaciacions, etc.
El 2 de juny de 1784 esdevé soci de l'Accademia delle scienze di Torino.
Giovanni era germà del botànic Pietro Arduino.

## Homenatges
El 1912 el geòleg Edward Billows li va dedicà un mineral que creia recentment descobert, anomenant-lo "arduinita", però més tard es va descobrir que era la ja coneguda mordenita.
El 1976 el Dorsum Arduino, un sistema de crestes present a la superfície de la Lluna, va rebre el seu nom.